# Antis
Antis (1939 — 11. srpna 1953) byl německý ovčák, kmenový příslušník 311. československé bombardovací perutě, vyznamenaný v roce 1949 Medailí Marie Dickinové za statečnost při službě v Anglii a v severní Africe v době 2. světové války. Je to jediný pes, o němž je známo, že za 2. světové války létal v bombardéru. Jeho příběh se později stal námětem několika knih.

## Život

### Nález

Potez 630, první letadlo, kterým se Antis proletěl

Václav Robert Bozděch byl vojákem z povolání ještě před vypuknutím druhé světové války. Po vyhlášení Protektorátu Čechy a Morava se rozhodl bojovat proti Německu. Do Velké Británie se dostal přes Polsko a následně Francii, kde krátkou dobu sloužil v letectvu, především jako palubní střelec a pozorovatel. 12. února 1940 byl jeho letoun Potez 633 vyslán na pozorovací misi nad německou frontu, při níž byl sestřelen nepřátelskou protileteckou palbou. Bozděch s pilotem Pierrem Duvalem přežili. V opuštěném statku ve francouzské vesnici Beinheim v zemi nikoho, kam Bozděch dotáhl svého zraněného pilota, našel štěně německého ovčáka.
Duval a Bozděch se rozhodli, že štěně zamknou ve stodole a později se pro ně vrátí, avšak jakmile opustili stavení, na nebi se objevilo několik světlic, které vystřelili Němci hledající posádku sestřeleného letounu. Oba letci se málem dostali do bezpečí lesa, když uslyšeli od statku psí kňučení. Shodli se, že jediným možným způsobem, jak zajistit, aby nebyli odhaleni, je psa zabít. Bozděch ale drobné štěně zabít nedokázal, slitoval se nad ním a schoval si ho pod bundu. Všichni tři se nakonec dostali do bezpečí stromů, kde je objevili francouzští vojáci, kteří je taktéž hledali. Vzali je i se psem na základnu, odkud byl Duval poslán do nemocnice. Bozděch se společně s dalšími Čechoslováky u jednotky rozhodl psa pojmenovat po sovětském bombardovacím letounu ANT-40, původně vyráběném v Sovětském svazu a používaném československým letectvem (pod označením B-71).[ujasnit] Pes tedy nakonec dostal jméno Antis.

### Francie
10. května 1940 Německo bombardovalo přistávací plochu letiště Saint-Dizier. Útok zničil všechna letadla na základně, načež se Bozděch přesunout i se štěnětem na jinou základnu. První let, který Antis absolvoval, proběhl právě v této době, v letounu Potez 630. O několik týdnů později byl ale Bozděch i s dalšími letci nucen k ústupu před Němci. Měli se přesunout ke 40 km vzdálenému nádraží. Antis tuto výpravu značně zdržoval, několik vojáků dokonce navrhlo, že jej zabijí. Bozděchovi bylo štěněte líto, a proto se rozhodl, že ho sám ponese. Jednotka se nakonec k nádraží dostala, a nastoupila zde do vlaku směřujícího do Montpellier.

### Cesta do Anglie
Dalším Bozděchovým cílem byla Anglie. Při plavbě tam byla ale jejich loď torpedována německou ponorkou, on a Antis měli štěstí, nehodu přežili a byli zajati italskými vojáky. Hned další den ale italskou loď, na níž byli vězněni, potopili Angličané a oba zajatci byli opět volní. Bozděch se rozhodl nalodit na uhelnou loď Northmoor, na níž však platil zákaz vstupu psů na palubu. Bozděch tedy na palubu nastoupil sám, avšak poté z přídi na psa zavolal a on k ní připlaval. Nakonec jej Bozděch propašoval do podpalubí lodi. 12. července se celá posádka vylodila v Liverpoolu. Nakonec se psa podařilo propašovat až do československého vojenského tábora v Cholmondeley. Po přijetí do služeb Dobrovolnické zálohy Royal Air Force byla dvojice poslána na leteckou základnu v Cosfordu, nakonec byli převeleni k 311. československé bombardovací peruti.

### Život Antise jako vojenského psa

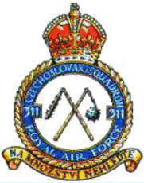
Znak 311. perutě

V říjnu 1940 odešel Antis se svým pánem do Speke u Liverpoolu. Zde zachránil pět životů, když po bombardování pomáhal hledat přeživší. Dne 16. října toho roku při útoku na místní letiště byl Antis zasypán zdivem a sám Bozděch utrpěl lehčí poranění, nakonec se ale oba uzdravili a vrátili do služby.
22. června 1941 byl při letu Bozděch zraněn do hlavy a převezen do nemocnice v Norwichi, nakonec se ale uzdravil. Od té doby Antis pravidelně létal se svým pánem v zadní kulometné věži. Nejdříve tajně, když se vše ale dostalo na veřejnost, rozhodl se velitel perutě Josef Ocelka nechat německého ovčáka létat také. Nakonec sám nechal Antisovi vyrobit vlastní kyslíkovou masku.
Antis se s Václavem Bozděchem zúčastnil asi 30 misí. Byl několikrát zraněn a přežil i nouzové přistání.

### Návrat do Československa a následný útěk
V roce 1945 se Bozděch rozhodl vrátit do Československa, kde založil rodinu a narodil se mu syn. Po roce 1948 byl ale označen za zrádce a napomahače západního imperialismu. Proto se rozhodl opět opustit vlast. Antis jemu a několika dalším uprchlíkům pomohl, když je při útěku provedl kolem pohraničních nástrah a dovedl je do americké zóny v Německu. Odtud se opět dostali do Británie, kde Bozděch znovu vstoupil do řad RAF. Antis se v Británii dožil třinácti let, zemřel 11. srpna 1953 a byl pohřben s vojenskými poctami na zvířecím hřbitově v Ilfordu. Bozděch se poté oženil a založil druhou rodinu. Dalšího psa už si nikdy nepořídil, a to i přes naléhání dětí.
V roce 1949 byla Antisovi jako jednomu z prvních zvířat, jež nepocházelo z Británie, udělena prestižní britská válečná medaile Marie Dickinové. Toto vyznamenání se uděluje zvířatům, která projevila mimořádnou statečnost ve válečné službě. Je to jakási zvířecí obdoba Viktoriina kříže, nejvyššího britského vojenského vyznamenání za chrabrost. Antisovi byl také údajně udělen Československý válečný kříž 1939.